# Phil Harris
Phil Harris  właściwie Wonga Philip Harris (ur. 24 czerwca 1904, zm. 11 sierpnia 1995) – amerykański aktor, piosenkarz i komik.

## Filmografia

### Seriale
- 1951: The Red Skelton Show jako John A. Ringading / Pan Cavendish
- 1962: The Lucy Show jako Phil Stanley
- 1977: Statek miłości jako Harvey Cronkle
- 1978: Fantasy Island jako Will Fields

### Filmy
- 1933: Melody Cruise jako Alan Chandler
- 1939: Man About Town jako Ted Nash
- 1945: I Love a Bandlea jako Phil Burton
- 1963: The Wheeler Dealers jako Ray Jay
- 1973: Karabin Gatlinga jako Boland

## Wyróżnienia
Posiada dwie gwiazdy na Hollywoodzkiej Alei Gwiazd.